# Eva Wittenzellner
Eva Wittenzellner (* 7. Dezember 1971 in Benediktbeuern, Bayern) ist eine deutsche Theater- und Filmschauspielerin.
Ihre Ausbildung erhielt Wittenzellner von 1996 bis 1999 an der Neuen Münchner Schauspielschule. Seit 2003 spielte sie Rollen in Serien wie München 7 sowie in Zimmer mit Tante und Die Patin. Ab 2000 spielte sie für diverse Theater, zunächst die Gerhard Loew Bühne, ab 2001 für das Theater im Hof und später für das Theater im Heppel & Ettlich.
2007 wirkte sie in einer der beiden Hauptrollen des Spielfilms Das Zimmer im Spiegel mit.

## Filmografie (Auswahl)
- 2007: Das Zimmer im Spiegel
- 2010: Zimmer mit Tante
- 2012: Die Rosenheim-Cops – Tod im Schrebergarten
- 2014: Hubert und Staller (Folge: Die Schöne und das Biest)
- 2015, 2021: Die Rosenheim-Cops – Tod am Schlagbaum, Mörderische Gesellschaft
- 2018: Du bist nicht allein
- 2019: Irgendwas bleibt immer (TV-Thriller, ZDF)
- 2019: Nimm Du ihn
- 2020: Um Himmels Willen (Folge: Letzte Chance)
- 2021: Frühling – Mit Regenschirmen fliegen
- 2025: Spuren (Miniserie)